# Lopavent
Die Lopavent GmbH (bis 2006 PlanetCom GmbH) ist ein Unternehmen mit Sitz in Berlin, das die Loveparade veranstaltete und bewarb. Rainer Schaller war seit Januar 2006 bis zu seinem Tod Geschäftsführer und alleiniger Gesellschafter des Unternehmens. Die Lopavent GmbH ist eine 100%ige Tochterfirma der RSG Group GmbH. Bis 2006 war Ralf Regitz einziger geschäftsführender Gesellschafter der PlanetCom GmbH, die zu diesem Zeitpunkt insolvent war und von Rainer Schaller neben der Love Parade Berlin GmbH Medien-, Produktions-, Verwertungs- und Veranstaltungsgesellschaft und LoveParade.net GmbH aufgekauft und umfirmiert wurde, wobei unter anderem die LoveParade.net GmbH mit der Love Parade Berlin GmbH Medien-, Produktions-, Verwertungs- und Veranstaltungsgesellschaft verschmolzen ist.
Die geplante Loveparade 2009 in Bochum wurde wegen Sicherheitsbedenken abgesagt. Die Lopavent GmbH schrieb damals in einem Statement: „Nach monatelangen, intensiven Gesprächen und mehrfacher Prüfung sind wir der Bitte Bochums gefolgt, keine Loveparade in Bochum zu veranstalten. […] Die Herausforderungen sind aufgrund des enormen Erfolgs der letzten Jahre gestiegen. Wir werden die folgenden Städte und die Bedingungen vor Ort eingehend prüfen und wollen im Jahr der RUHR.2010 – Kulturhauptstadt Europas in der Metropole Ruhr wieder am Start sein.“
Im Oktober 2009 trafen sich Vertreter von Lopavent, Stadt Duisburg und der Wirtschaftsförderung metropoleruhr GmbH und kamen zu dem Ergebnis, dass die Loveparade im Sommer 2010 in Duisburg machbar sei. Damals wurde das spätere Veranstaltungsgelände, der ehemalige Duisburger Güterbahnhof in der Nähe des Duisburger Hauptbahnhofs, ins Auge gefasst. Der Grundstückseigentümer, die Firma aurelis Real Estate GmbH & Co. KG, konnte sich das Areal ebenfalls als Veranstaltungsfläche der Loveparade 2010 vorstellen. Das Unternehmen befindet sich in der Liquidation. Die Love Parade Berlin GmbH Medien-, Produktions-, Verwertungs- und Veranstaltungsgesellschaft ist jedoch auch nach der Eröffnung des Liquidationsverfahrens der Lopavent GmbH als aktuell und ohne Insolvenzverfahren im Handelsregister vermerkt.

## Unglück bei der Loveparade 2010
Bei der Loveparade am 24. Juli 2010 in Duisburg kam es zu einem Unglück, bei dem 21 Menschen ums Leben kamen. Während der gesamten Veranstaltung wurden mindestens 652 Besucher verletzt. Nach dem Unglück wurde massive Kritik an der Lopavent laut. Die Webseite der Lopavent wurde nach dem Unglück ersetzt durch eine statische Seite mit Trauerforum und Seelsorgeangeboten. Geschäftsführer Rainer Schaller erklärte am Tag nach dem Unglück, dass es keine Loveparade mehr geben werde.
Lopavent hatte für die Loveparade 2010 eine Veranstalterhaftpflichtversicherung bei der deutschen Tochter der Axa abgeschlossen. Die Gesamtdeckungssumme in Höhe von 10 Millionen Euro teilte sich auf in 7,5 Millionen Euro für Personenschäden und 2,5 Millionen Euro für Sachschäden.